# Geldgeschichtliche Nachrichten
Die Geldgeschichtlichen Nachrichten (GN) sind eine sechsmal jährlich (Januar, März, Mai, Juli, September, November) erscheinende Fachzeitschrift der Gesellschaft für Internationale Geldgeschichte (GIG). In ihr werden seit dem Jahr 1965 Beiträge aus allen Gebieten der Münz- und Geldgeschichte sowie der Medaillenkunde publiziert. Die behandelten Zeiträume reichen vom Beginn der Münzprägung im 7. Jahrhundert v. Chr. bis heute. In ihr werden auch die Termine von Ausstellungen, Tagungen, Münzbörsen und Auktionen anderer Veranstalter sowie die Lehrveranstaltungen zu geldgeschichtlichen Themen in den Hochschulen bekanntgegeben.
Der Bezug der Zeitschrift ist im Mitgliedsbeitrag der GIG enthalten. Die Auflage beträgt circa 1000 Stück.

## Redaktion
Chefredakteur war von 2009 bis 2013 Stephan Berke, vom Frühjahr 2013 bis Dezember 2014 Marc Philipp Wahl, danach Martin Baer; seit Frühjahr 2017 ist Alexa Küter Chefredakteurin. Die weiteren Redaktionsmitglieder sind Werner Stahl, Jens Heckl, Stefan Welte und Marc Philipp Wahl.